# Cultura Unetice

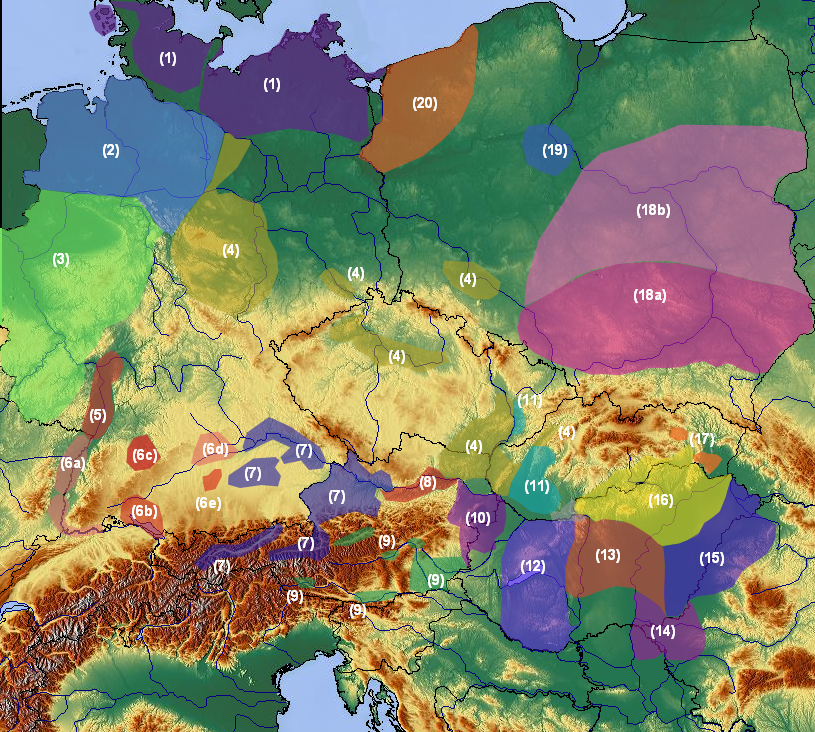
Període del bronze a Europa central, 2300-1950 aC; Clau: (1) Eneolític tardà (2) cultura Beaker; (3) Riesenbecher; (4) cultura Únětice; (5) grup Adlerberg; (6) EBA del nord dels Alps, incl. grups Singen & Neckar-Ries-Lech; (7) cultura Straubing (8) cultura Unterwölbling; (9) edat del bronze primerenca del sud-est dels Alps; (10) cultura Wieselburg; (11) cultura Nitra (12) cultura Kisapostag; (13) cultura Nagyrév; (14) cultura Perjámos; (15) cultura Otomani; (16) cultura Hatvan; (17) cultura Košťany; (18) cultura Mierzanowice; (19) grup Dobre; (20) grup Płonia (Buchholz)

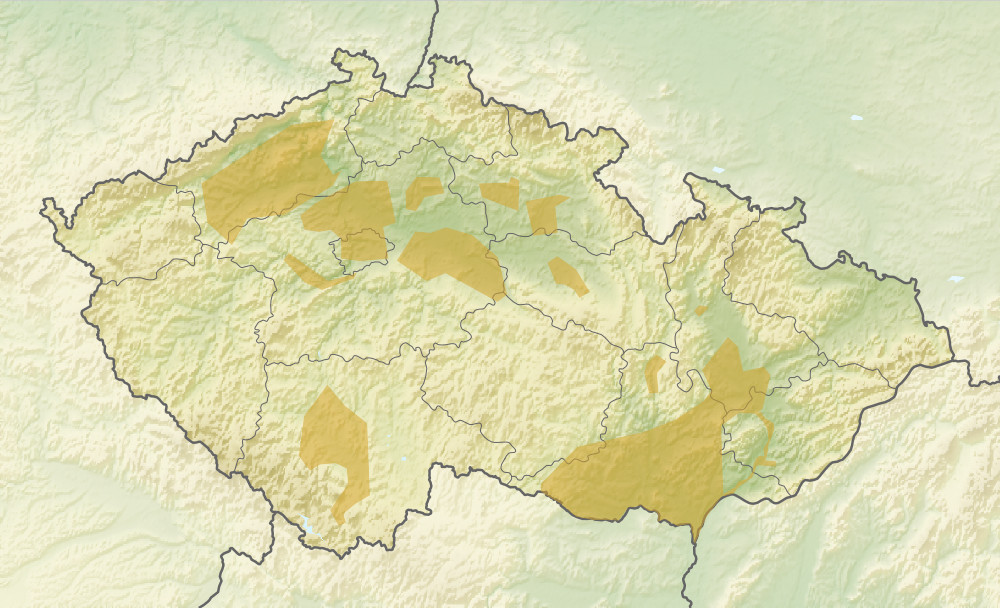
Mapa que mostra la localització de la cultura Únětice en la República Txeca

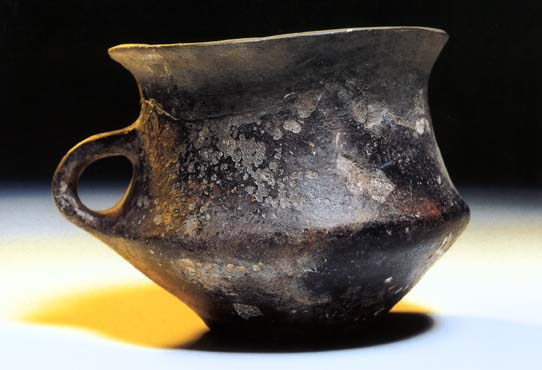
Gerra típica d'Únetice

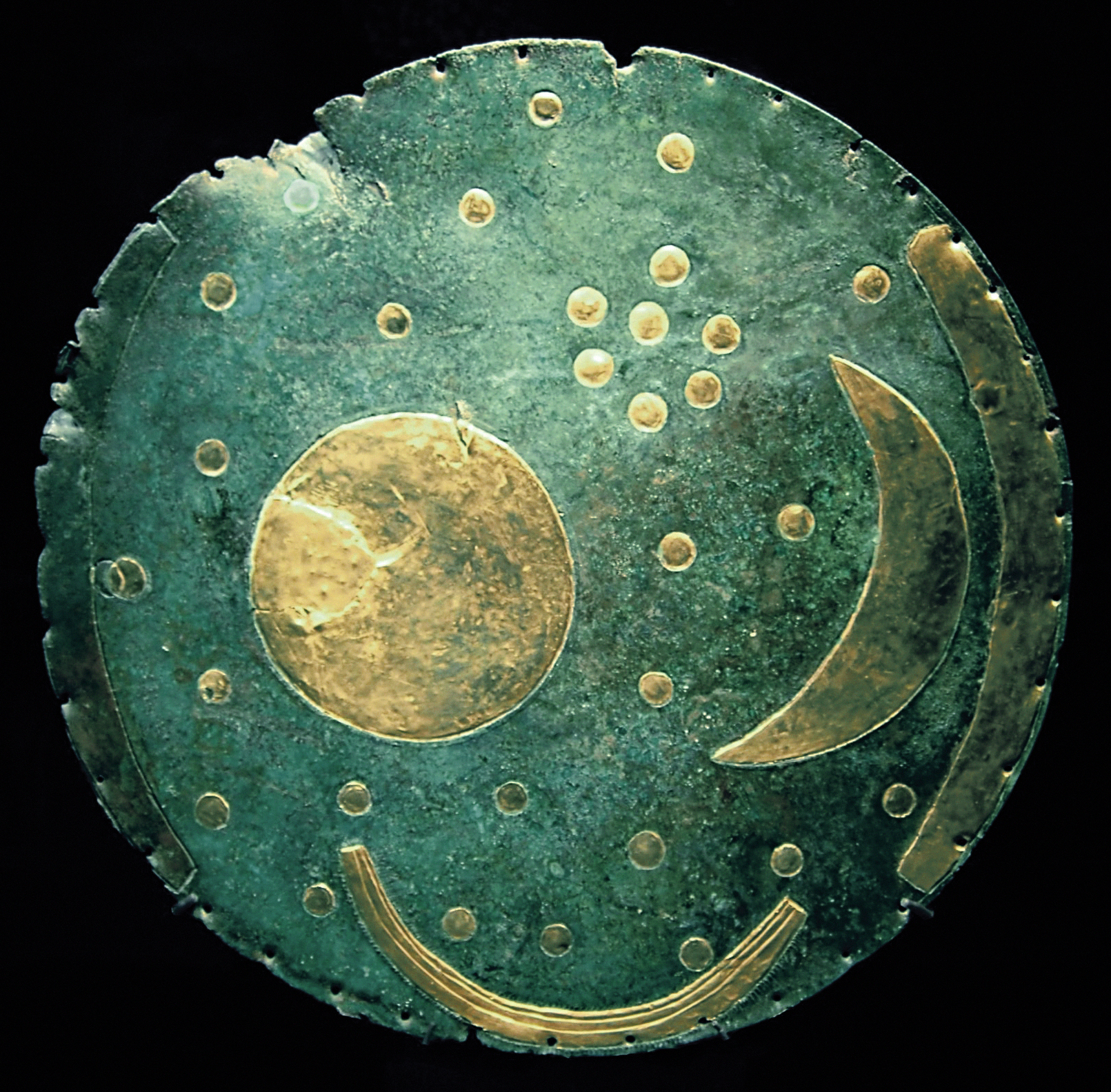
Disc de Nebra, descobert a Saxònia-Anhalt, de la cultura Únětice

La cultura Únětice (en txec: Únětická kultura; en alemany: Aunjetitzer Kultur; en polonès: Kultura unietycka) és una cultura arqueològica d'Europa central desenvolupada durant l'edat del bronze, datada aproximadament d'entre els anys 2300–1600 aC.
El lloc epònim per aquesta cultura és la població d'Únetice, situada al districte de Praga a Txèquia. Actualment d'aquesta cultura es coneixen a 1.400 jaciments a Txèquia i Eslovàquia, 550 a Polònia i uns 500 a Alemanya. La cultura Únětice també es desenvolupà a l'actual Àustria (associada a l'anomenat grup Böheimkirchen), i a l'oest d'Ucraïna.

## Història de la recerca
La cultura Únětice la va descobrir el cirurgià i afeccionat a l'arqueologia Cenek Rýzner (1845-1923), l'any 1879, quan va excavar uns enterraments al turó Holý Vrch, prop de la vila d'Únetice.
A Alemanya F. Klopfleisch excavà un monticle Úněticeà, a Leubingen, l'any 1877. Més tard es van identificar com a pertanyents a aquesta cultura els jaciments de Baalberge, Helmsdorf, Nienstedt, Körner, Leubingen, Halberstadt, Klein Quenstedt, Wernigerode, Blankenburg i Quedlinburg.

## Objectes de metall
Aquesta cultura es distingeix pels seus característics objectes de metall, que inclouen destrals planes, braçalets acabats en espiral, etc.
El famós Disc de Nebra està associat amb grups d'Únetice de l'Alemanya Central.

## Comerç
La cultura Únětice tenia llaços comercials amb la britànica de Wessex. Les dagues amb alt contingut d'estany que es van trobar en els enterrament de Singen s'haurien fabricat a la Gran Bretanya. També exportaven estany de Cornualla. Un objecte d'or de disseny irlandès s'ha trobat a Butzbach, a Hessen (Alemanya). També hi havia comerç d'ambre provinent del Bàltic.

## Habitatges
Típicament les cases eren de fusta amb teulada de palla o altre material orgànic. Les parets eren fetes d'una mescla d'argila, sorra i materials orgànics. En són característics els pous circulars que servirien de graner.
La gran majoria d'assentaments consistien en diverses cases congregades en un espai comunal del poble. També s'han descobert viles fortificades, per exemple a Bruszczewo o Radlowice, a Silèsia.